# Spoorlijn Trondheim - Bodø
De spoorlijn Trondheim - Bodø ook wel Nordlandsbanen genoemd, is een circa 729 km lange niet-geëlektrificeerde spoorweg van Norges Statsbaner (NSB) tussen Hell in Trøndelag en Bodø in de Noorse provincie Nordland. Deze spoorweg werd hoofdzakelijk uitgebouwd tijdens de Tweede Wereldoorlog, ook al werd hierover reeds in 1872 gedacht en begon het werk in 1902. Het laatste stuk van Nordlandsbanen werd pas op 7 juni 1962 officieel geopend.
Ten zuiden van station Stødi wordt de noordelijke poolcirkel gekruist. Het hoogste punt (680 m) ligt op de Saltfjell. Dit is het langste traject van NSB en het enige Noorse traject dat de poolcirkel kruist. De Ofotbanen is weliswaar noordelijker gelegen (bij Narvik), maar deze kruist niet de poolcirkel. Deze lijn is niet met Nordlandsbanen verbonden, hij verbindt Narvik met Zweden.
Hell is een knooppunt, hier splitst de Meråkerbanen naar Storlien in Zweden zich af.Nordlandsbanen gaat verder door Steinkjer, Mosjøen, Mo i Rana en Fauske, terwijl een zijtak naar Namsos niet meer in bedrijf is. Het grootste deel personenverkeer vindt plaats voor Steinkjer.
De dagtreinen op de lijn werden een aantal jaren gereden door dieseltreinstellen van het type Talent; iets wat voor een dergelijk lange lijn niet echt gebruikelijk is. Hoewel de treinstellen een comfortabeler interieur hebben dan de normale (regionale) Talent, werd het door veel passagiers als minder comfortabel beschouwd dan de "klassieke" treinen met locomotieven met rijtuigen. Daarom rijdt de dagtrein sinds 6 januari 2008 weer met een locomotief en rijtuigen. De nachttrein met slaaprijtuigen wordt ook door een locomotief getrokken.

## Geschiedenis
In 1872 werd een voorloper van Nordlandsbanen gepland, Meråkerbanen genoemd. Het traject was Trondheim - Hell - Meråker, over een afstand van ongeveer 100 km. Meråkerbanen was klaar voor gebruik in 1881.
De Noorse staat besloot in 1894 dat de lijn verlengd zou worden tot aan Sunnan, iets wat afgerond werd in 1905. Nieuwe plannen kwamen in 1908 op tafel voor een lijn tot aan Fauske met een zijtak naar Bodø en Namsos. Het werk aan het eerste traject tussen Sunnan en Grong begon in 1919 en werd afgerond in 1929.
Het startsein voor de Namsosbanen werd in 1913 gegeven, een zijtraject van ongeveer 50 km vanaf Grong naar Namsos.
In 1940 was de spoorlijn tot aan Grong doorgetrokken, terwijl de voorbereidingen voor het traject verder (van Grong via Mosjøen, Mo i Rana en Fauske tot aan Bodø) in voorbereiding waren. Waarschijnlijk was Nordlandsbanen nooit helemaal aangelegd als het niet in de Tweede Wereldoorlog door de Duitsers was gebeurd.
Het project Die Nordstraße werd in gang gezet door Hitler en in 1942 kreeg Organisation Todt opdracht om de spoorlijn Mo i Rana naar Kirkenes via Narvik, Nordreisa, Kautokeino, Karasjok en Nyborg voor te bereiden. Dit was een project dat ongeacht de kosten doorgevoerd moest worden, het handelde niet om economie - eerder het bouwen van een imperium. Dit besluit werd in de lente van 1943 deels teruggedraaid. Hitler besloot toen dat de spoorweg Narvik-Kirkenes niet gebouwd zou worden.
Veel van het werk aan deze spoorweg werd uitgevoerd door Organisation Todt. Deze organisatie stelde in beginsel Noren, Denen en Duitsers te werk. Gebrek aan Noren (en ook passieve sabotage) zorgde ervoor dat dwangarbeiders en krijgsgevangenen uit verschillende landen werden ingezet. Dit betrof voornamelijk Polen, Joegoslaven (Serviërs) en Russen. Het werktempo op het traject tussen Fauske en Korsnes werd gedurende 1944 opgevoerd. Er werd gewerkt aan delen van dat traject, met bruggen- en tunnelbouw.
In totaal zijn ongeveer 30.000 gevangenen bij de bouw van Nordlandsbanen en wegen in Noord Noorwegen betrokken geweest. Ze werden gehuisvest in grote kampen, waarvan de grootsten langs het tracé van de spoorweg waren gelokaliseerd. In Saltdal alleen al waren zo'n 15 kampen. Op het traject Mo i Rana - Fauske waren op het hoogtepunt ongeveer 11.000 gevangenen tewerkgesteld. De bedoeling was dat de gevangenen het zware werk zouden doen, of ze het overleefden was een tweede. Na de oorlog heeft de NSB geprobeerd na te gaan hoe veel van de gevangenen het niet hebben overleefd. Het resultaat was meer dan 1000, maar dit getal is niet zeker. De Russen die het overleefden, werden bij hun terugkeer in de USSR als collaborateurs beschouwd en naar werkkampen gestuurd. In Rognan is een klein museum aan deze "Bloedweg" gewijd.
Behalve de gevangenen werkten er verder ongeveer 2000 Noren en 1500 civiele Duitsers. Daarnaast waren er zo'n 16.000 Duitse soldaten aanwezig om de gevangenen te bewaken en eventuele aanvallen tegen te gaan.
In mei 1941 werd het traject langs de kust tot aan Elsfjord geopend en op 15 maart 1942 opende het station te Mo i Rana. Het traject over Saltfjellet kwam tijdens de oorlogsjaren niet gereed. Op 1 mei 1945 werd het traject tot aan Dunderland geopend, dit werd echter direct na de bevrijding weer gesloten omdat het nog niet af was.
Tijdens de oorlogsjaren was de Nordlandsbanen 323 km langer geworden, het traject Grong - Mosjøen - Fauske was gereed. Met al het werk wat nog te doen was om de spoorlijn verder naar het noorden door te trekken, werd door de Noorse overheid besloten dat Bodø het eindstation van Nordlandsbanen zou worden.
Tussen 1947 en 1951 was Lønsdal het eindstation van Nordlandsbanen, in 1952 werd Saltdalen station (Røkland) geopend. Tussen 1957 en 1962 lag het eindstation in Fauske. De huidige Nordlandsbanen werd officieel geopend door koning Olaf V op 7 juni 1962. Dit gebeurde door de aankomst in Bodø van de eerste officiële passagierstrein, getrokken door locomotief DI3 623.

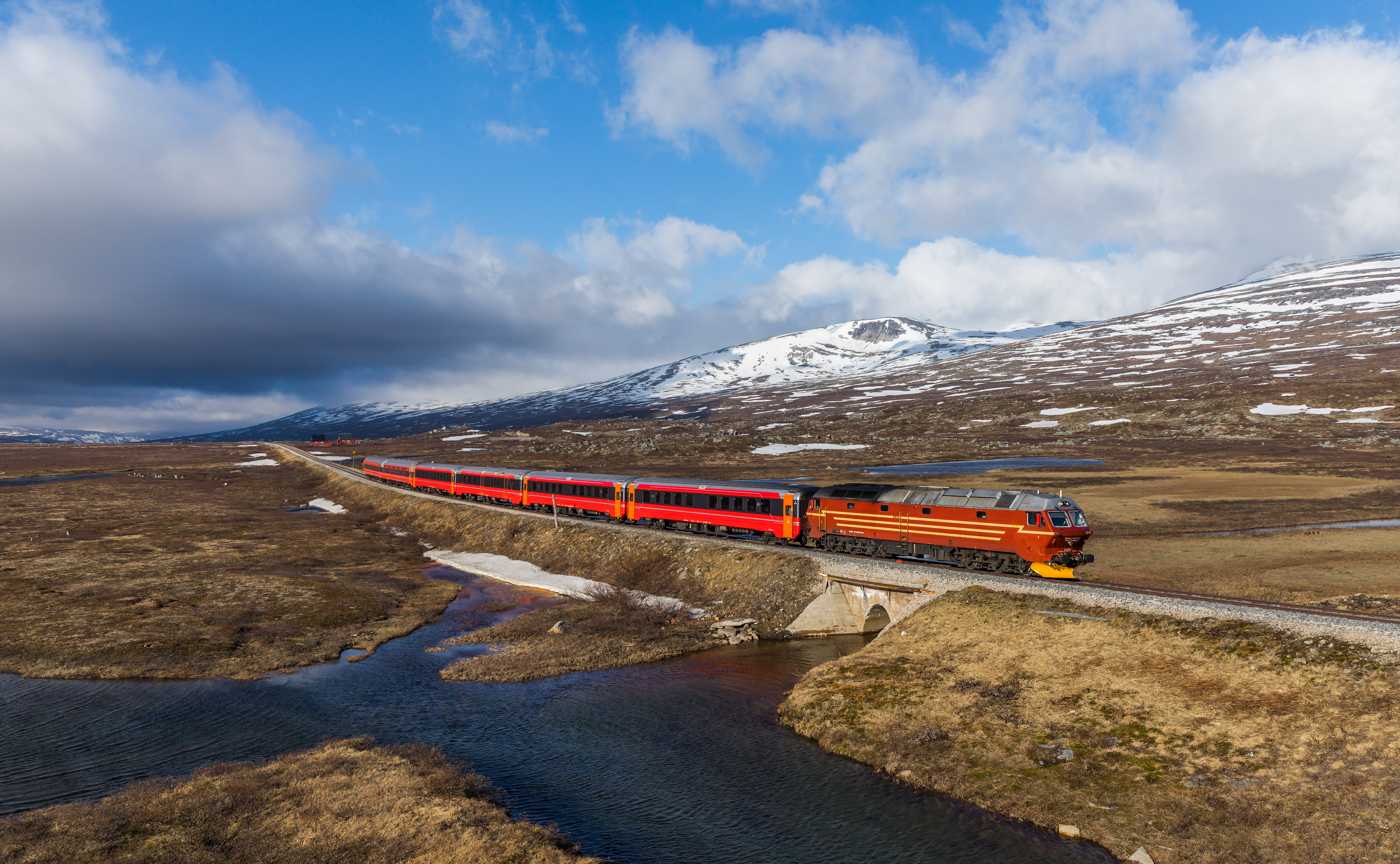
Een trein op de Nordlandlijn met locomotief Norges Statsbaner's Di 4 654. Hij kruist de Saltfjellet. Mei 2018.
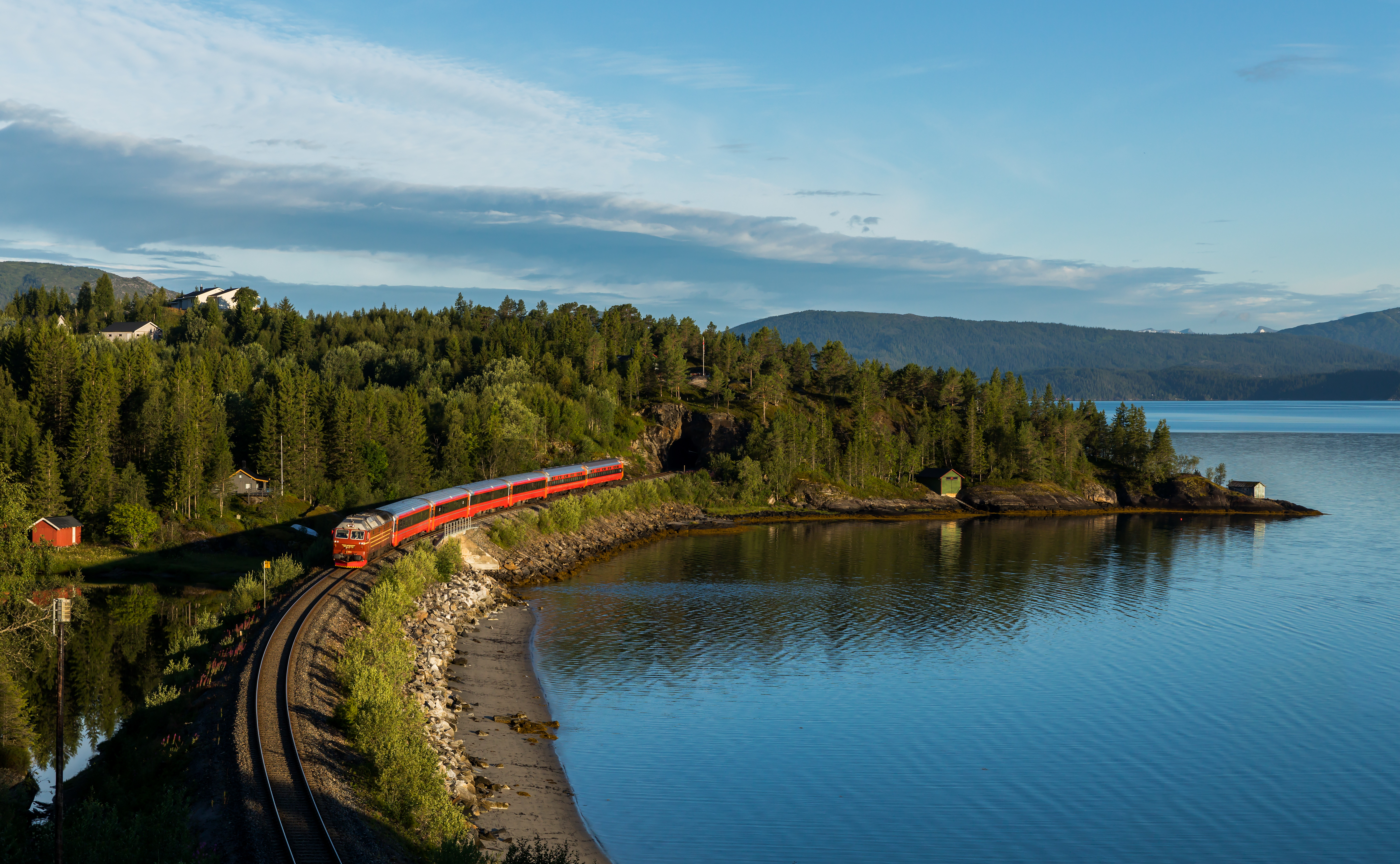
Een trein op de Nordland lijn, een paar minuten voor aankomst in Mo I Rana. Augustus 2020.
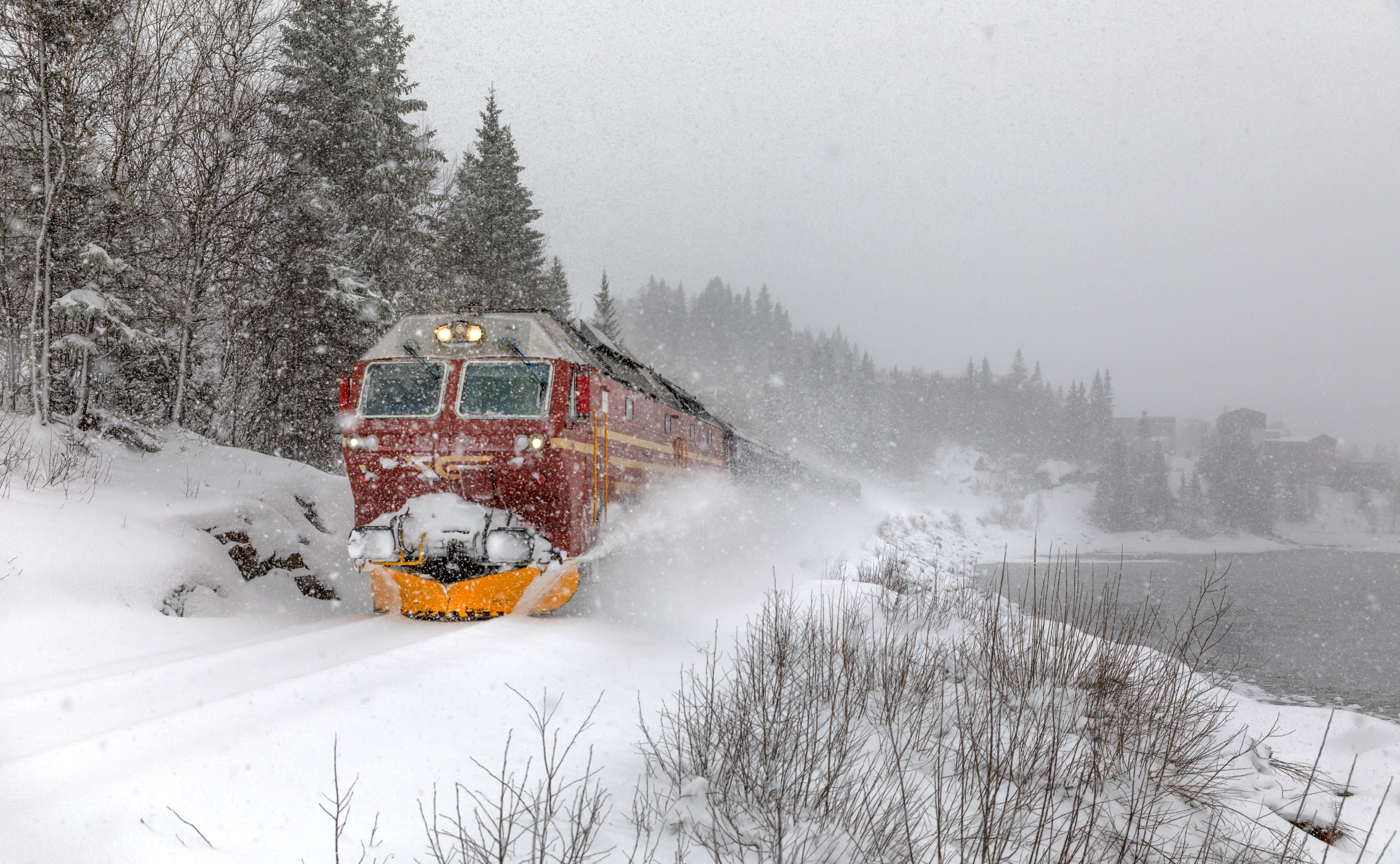
Een SJ Norge trein getrokken door een Di 4 locomotief tussen Finneidfjord en Mo i Rana tijdens een sneeuwstorm. Maart 2022.
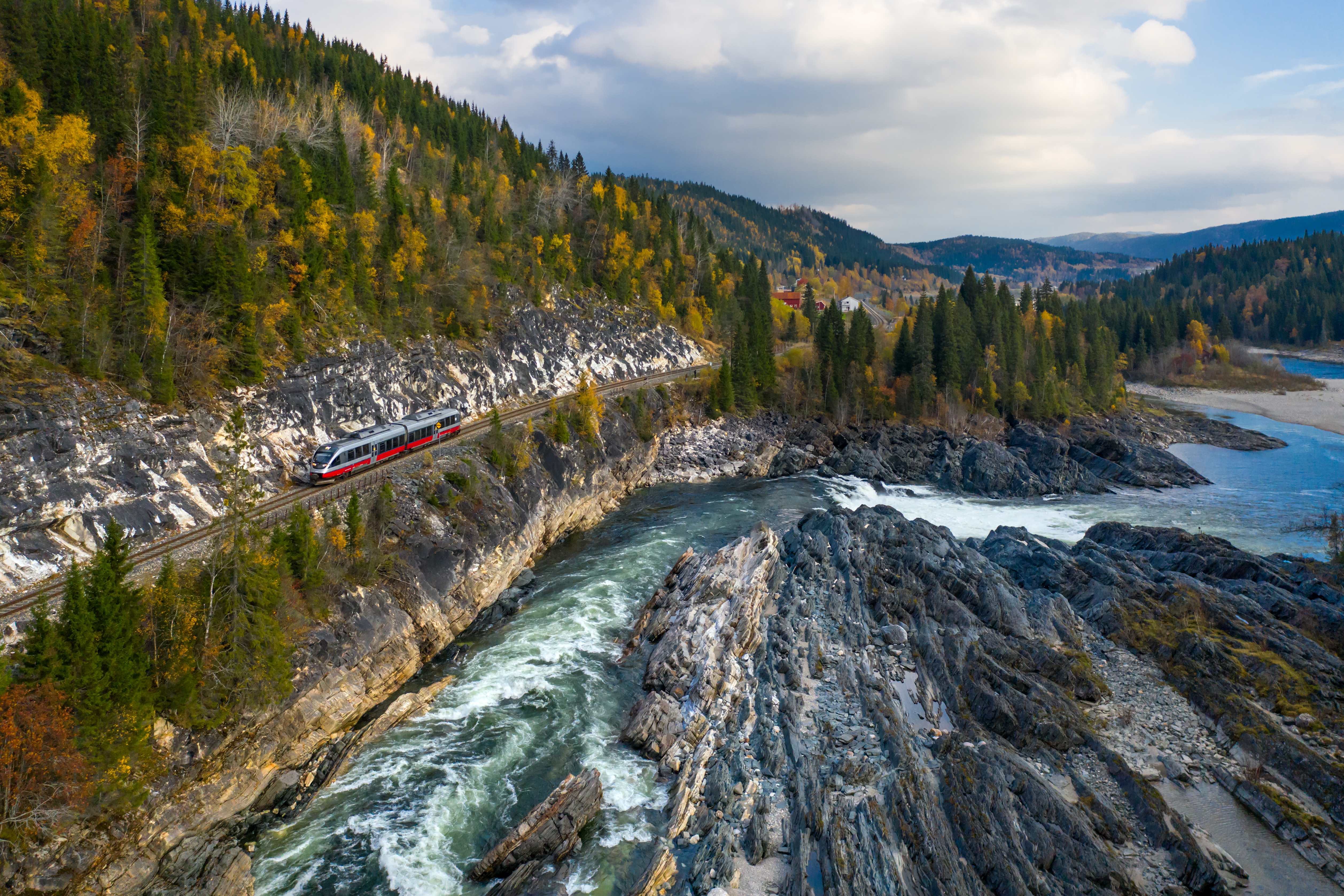
Een CargoNet-trein getrokken door een Stadler Euro Dual tussen station Oteråga en station Valnesfjord op de Nordland-lijn. Maart 2023.

## Treindiensten
De Norges Statsbaner verzorgt het personenvervoer op dit traject met NSB Regiontog / RB treinen.
De treindienst wordt onder meer uitgevoerd met treinstellen van het type BM 93.
- RB 71: Trondheim - Bodø

## Feiten

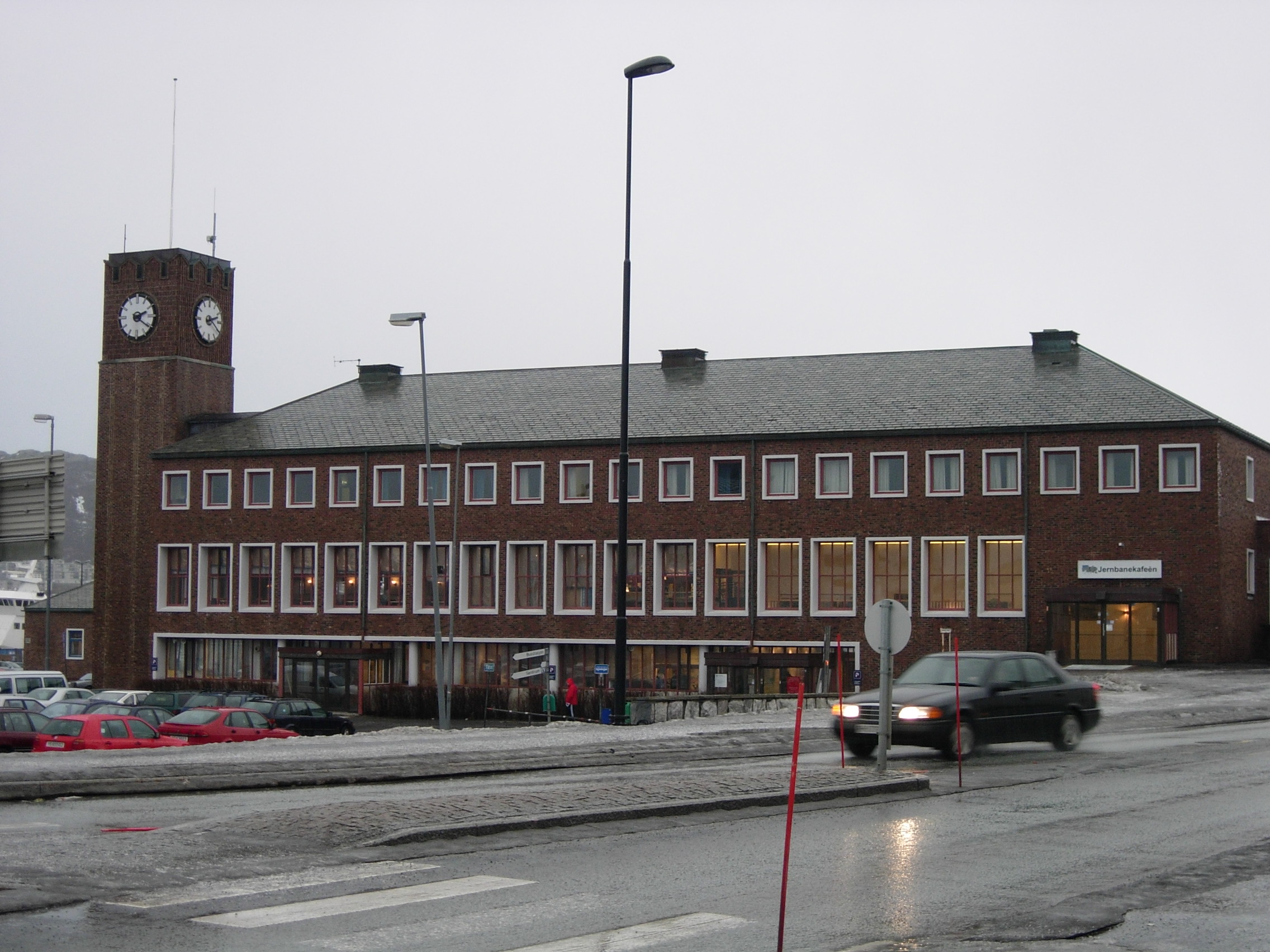
station Bodø

### Stations
In de volgende plaatsen zijn stations:
Bodø, Mørkved, Valnesfjord, Fauske, Rognan, Røkland, Lønsdal, Bolna, Dunderland, Skonseng, Mo i Rana, Bjerka, Drevvatn, Mosjøen, Trofors, Svenningdal, Majavatn, Namsskogan, Lassemoen, Harran, Grong, Snåsa.

### Aftakkingen
- Meråkerbanen, spoorlijn van Stjørdal naar Storlien in Zweden.
- Namsosbanen, spoorlijn van Grong naar Namsos, (niet in bedrijf).
- Sulitjelmabanen, spoorlijn van Fauske naar Sulitjelma, (niet in bedrijf).
- Dunderlandsbanen, spoorlijn van Storforshei in de Dunderlandsdal naar Gullsmedvik bij Mo i Rana.
- Stavnebanen, spoorlijn in Trondheim tussen station Marienborg en station Leangen
- Dovrebanen, spoorlijn van Oslo naar Trondheim.

### De 11 langste tunnels
| Naam              | Geopend/Gereed | Lengte (m) |
| ----------------- | -------------- | ---------- |
| Gjevingåsentunnel | 2011           | 4.400      |
| Medjås            | 1940           | 2.549      |
| Svarthammeren     | 1962           | 2.075      |
| Ilhullia          | 1942           | 1.760      |
| Hattflåget        | 1942           | 1.580      |
| Kvænflåget        | 1958           | 1.432      |
| Somanvika         | 1983           | 1.365      |
| Skruhammer        | 1958           | 1.121      |
| Urstad            | 1940           | 1.077      |
| Nonshaugen        | 1958           | 1.057      |
| Rynesåsen         | 1941           | 1.026      |

### De 9 langste bruggen
| Naam                    | Materiaal   | Bouwjaar | Lengte (m) |
| ----------------------- | ----------- | -------- | ---------- |
| Ørtfjell brug (Zijlijn) | Staal/Beton | 1983     | 260        |
| Nidelva                 | Staal       | 1972     | 236        |
| Verdalselva             | Staal       | 1903     | 210        |
| Namsen                  | Staal       | 1935     | 205,6      |
| Rautfjellfossen         | Staal       | 1945     | 180        |
| Stjørdalselva           | Staal       | 1900     | 179        |
| Vefsna                  | Staal       | 1936     | 175,2      |
| Trolldalen viaduct      | Staal       | 1938     | 175        |
| Saltdalselva            | Staal       | 1956     | 167,8      |

### Reistijd 1965 – 2003
Sinds de opening van Nordlandsbanen in 1962 is de reistijd ingekort met 2 uur en 35 minuten (met de TP93). Met locomotief en rijtuigen is de reistijd 40 minuten langer, dus 9 uur en 55 minuten, terwijl de TP93 9 uur en 15 minuten nodig heeft.
| Jaar        | Uren | Minuten |
| ----------- | ---- | ------- |
| 1965        | 11   | 50      |
| 1970        | 11   | 40      |
| 1975        | 11   | 35      |
| 1980        | 11   | 35      |
| 1985        | 11   | 15      |
| 1990        | 10   | 55      |
| 1999        | 10   | 00      |
| 2003 (TP93) | 9    | 15      |
| 2003        | 9    | 55      |